# Karol Grycz-Śmiłowski
Karol Grycz-Śmiłowski (ur. 17 września 1885 w Śmiłowicach, zm. 16 lutego 1959 w Krakowie) – polski pastor luterański, następnie wyznawca unitarianizmu, założyciel Jednoty Braci Polskich, proboszcz wyznania ewangelicko-augsburskiego Wojska Polskiego.

## Życiorys
Urodził się w Śmiłowicach k. Trzyńca, w rodzinie Adama i Ewy z Biedrawów. 1 lipca 1904 roku złożył maturę w polskim gimnazjum w Cieszynie. Odbył studia w zakresie teologii ewangelickiej w Berlinie, Halle, Wiedniu i Lipsku. W 1909 roku został ordynowany na duchownego ewangelicko-augsburskiego i objął urząd wikariusza w Skoczowie. Był kapelanem rezerwy w cesarskiej i królewskiej Armii. W czasie I wojny światowej został zmobilizowany. Od 15 września 1915 roku pełnił posługę w szpitalu wojskowym w Ołomuńcu.
W 1918 roku został kapelanem Śląskiego Okręgu Wojskowego z siedzibą w Cieszynie i pierwszym ewangelickim duchownym w Wojsku Polskim.
3 września 1919 roku został przeniesiony do Krakowa. Pełnił tam służbę w Dowództwie Okręgu Korpusu Nr V na stanowisku szefa duszpasterstwa wyznań ewangelickich. 3 maja 1922 roku został zweryfikowany w stopniu proboszcza ze starszeństwem z 1 czerwca 1919 roku i 2. lokatą w duchowieństwie wojskowym wyznania ewangelicko-augsburskiego, a jego oddziałem macierzystym był Wydział Wyznań Niekatolickich Ministerstwa Spraw Wojskowych.
W latach 1927–1930 na łamach "Posła Ewangelickiego" publikował wspomnienia wojenne z czasów służby wojskowej w armii austro-węgierskiej oraz w Wojsku Polskim. Z dniem 30 listopada 1930 roku został przeniesiony w stan spoczynku.
W 1934 roku opublikował Z ziemi świętej nowoczesne „Wierzę” w którym to dziele zaprezentował się jako wolnomyśliciel i duchowy spadkobierca braci polskich. 
W 1936 roku skupił wokół siebie niewielką grupę wyznawców i zaczął wydawać kwartalnik „Wolna Myśl Religijna”. W 1937 roku w Łodzi założył wolny związek religijny „Bracia Polscy”, który od 1945 roku zmienił nazwę na „Jednota Braci Polskich”, nawiązując do historycznego ruchu braci polskich. W 1937 roku wziął udział jako pierwszy przedstawiciel Polski w międzynarodowej konferencji unitariańskiej. Głosił wierność zasadom historycznego ruchu braci polskich, zwłaszcza antytrynitaryzm i zgodność wiary z rozumem. Praktykował chrzest dorosłych przez zanurzenie w wodzie. Jest kwestią sporną, w jakim stopniu jego zasady religijne były inspirowane Katechizmem Rakowskim z 1604, a w jakim stopniu opierały się na współczesnych nurtach religijnych, zwłaszcza na naukach hinduskiego teologa Vivekanandy.
Podczas wojny został aresztowany przez Niemców, uciekł i ukrywał się przed Gestapo, a po oswobodzeniu miasta wrócił do Krakowa i podjął na nowo działalność w Jednocie Braci Polskich. 
Był promotorem misji humanitarnej Kościoła Unitariańskiego w USA – Unitarian Service Committee, obecnie Unitarian Uniwersalist Service Committee, która w latach 1945–1949 uruchomiła nowoczesny, 300 łóżkowy szpital – Instytut Chirurgii Urazowej im. Tadeusza Kościuszki, obecnie Szpital Chirurgii Urazowej im. dra J. Daaba w Piekarach Śląskich.
Karol Grycz został aresztowany w kwietniu 1949 r. i przetrzymywany w areszcie śledczym przez 10 miesięcy pod zarzutem uwiedzenia nieletniego; został skazany przez sąd w 1950 r. na dwa lata w zawieszeniu. 
Jednota pod kierownictwem Grycza-Śmiłowskiego przetrwała trudny okres opozycji ze strony katolicyzmu i protestantyzmu polskiego, a po 1945 roku również zwalczania przez władze stalinowskie w Polsce. Dopiero na krótko przed śmiercią Grycz-Śmiłowski w 1959 otrzymał pozwolenie na wyjazd do Chicago na 16. Międzynarodowy Kongres Liberalnego Chrześcijaństwa i Wolności Religijnej. Zmarł 16 lutego 1959 roku w Krakowie.
Jednota została zarejestrowana w PRL dopiero w 1967 roku.

## Dzieła
- Karol Grycz Z pamiętnika wojennego ks. Karola Grycza, ewangel. proboszcza wojskowego, „Poseł Ewangelicki”, 19.02.1927–31.05.1930.
- Karol Grycz-Śmiłowski Bracia Polscy, Arianie – Unitarianie: zarys dziejów, (niedatowane).
- Karol Grycz-Śmiłowski Wygnanie i powrót Arian do Polski w 300-lecie ich męczeństwa, 1934.
- Karol Grycz-Śmiłowski Z ziemi świętej nowoczesne „Wierzę”, 1937.

## Ordery i odznaczenia
- Krzyż Walecznych[9]
- Złoty Krzyż Zasługi (29 kwietnia 1925)[19][9]
- Medal Pamiątkowy za Wojnę 1918–1921
- Medal Dziesięciolecia Odzyskanej Niepodległości
- Krzyż za Obronę Śląska Cieszyńskiego II kl. (2 października 1919)[20][21]
- Medal Pamiątkowy za Obronę Śląska Cieszyńskiego[22]
- Medal Zasługi Wojskowej (Austro-Węgry)[23]
- Srebrny Krzyż Zasługi dla Duchownych Wojskowych (Austro-Węgry)[23]